# Jakob Roux
Jakob Wilhelm Christian Roux (* 13. April 1771 in Jena; † 22. August 1830 in Heidelberg) war ein deutscher Maler und Zeichner.

## Leben
Jakob Roux stammte aus einer alten hugenottischen Familie; seine Eltern waren der Privilegirte Sprachmeister Heinrich Friedrich Roux und dessen Ehefrau Johanna Magdalena geb. Bittermann. 1791 begann Roux an der Universität Jena Mathematik zu studieren, interessierte sich aber schon bald schon nur noch für die Malerei. Seinen ersten künstlerischen Unterricht bekam er an der Universität von Christian Gotthilf Immanuel Oehme (1759–1832), bei dem er das „anatomische Zeichnen“ lernte.
Gefördert von Oehme machte Roux die Bekanntschaft von Justus Christian Loder, mit dem sich eine interessante Zusammenarbeit entwickelte. In den Jahren 1797 bis 1803 war Roux maßgeblich an der Illustrierung von Loders „Tabulae anatomicae“ beteiligt; damit konnte er sich auch als Künstler einen Namen machen. Johann Wolfgang von Goethe und Friedrich Justin Bertuch schätzten ihn sehr als Künstler.

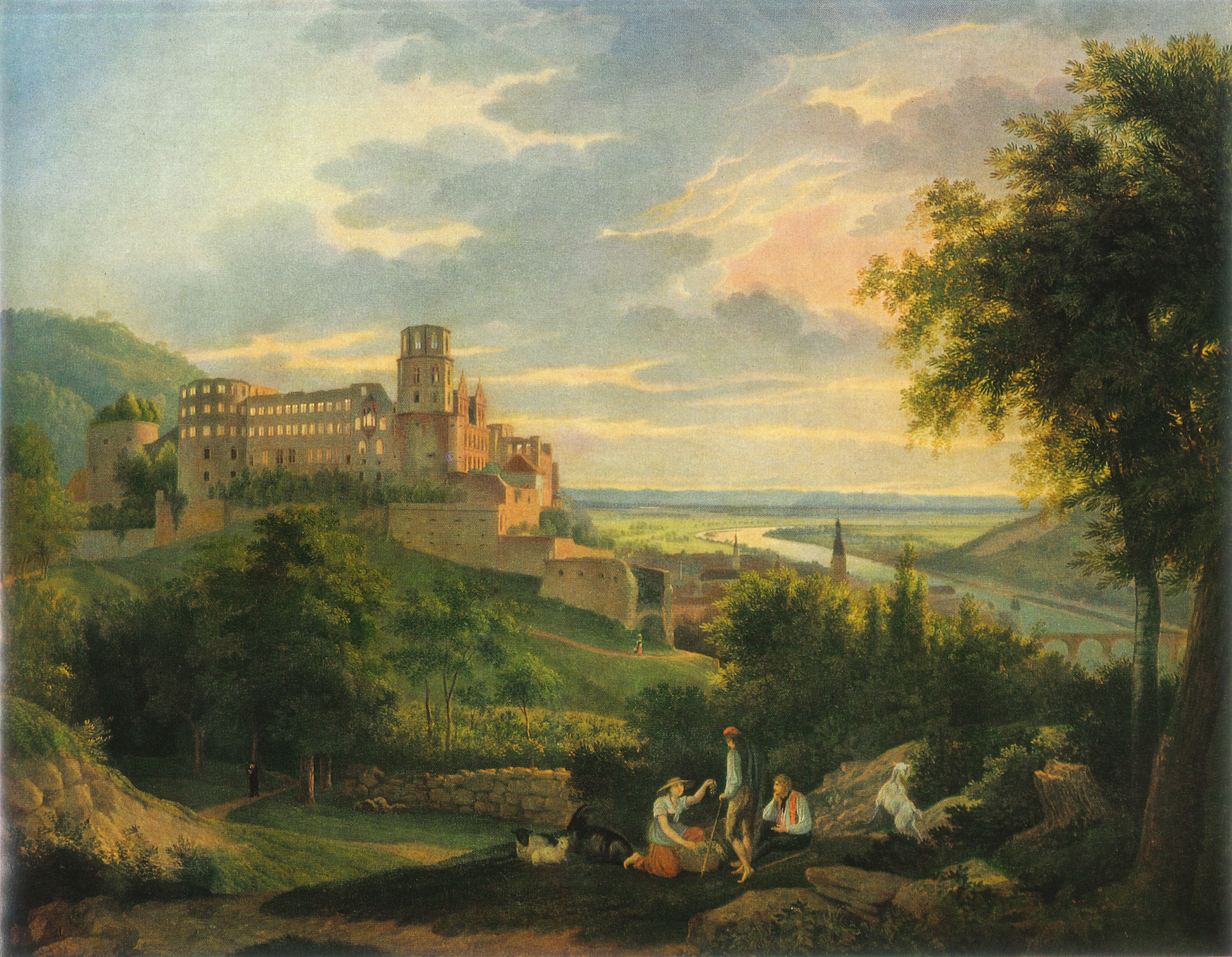
Jakob Roux: Ansicht der Stadt Heidelberg mit dem Schloss, um 1820

1801 heiratete Roux in Jena Pauline Johanna Heyligenstädt; mit ihr hatte er zwei Töchter und einen Sohn. Die Tochter Emilie heiratete den Juristen Ludwig Löw von und zu Steinfurth.
Als Meisterschüler des Malers Johann Christian  Klengel wurde Roux mit der Zeit zu einem sehr gefragten Porträtisten. Im August 1806 promovierte Roux in Jena zum Dr. phil.; 1813 betraute man ihn dort mit einem Lehrauftrag für anatomisches Zeichnen, welcher bereits kurze Zeit später zu einer „Anstellung auf Lebenszeit“ erweitert wurde. Von 1805 bis 1808 unterrichtete er die Malerin Louise Seidler in der Pastellmalerei.
Im April 1819 wurde er an die Universität Heidelberg berufen als Professor für anatomische Zeichnungskunst.
1823 starb seine Ehefrau; zwei Jahre später heiratete Roux in Heidelberg Charlotte Mariana Wippermann. Mit ihr hatte er zwei Söhne, darunter den späteren Maler Karl Roux.

## Künstlerisches und wissenschaftliches Werk
Roux vereinigte romantische und klassizistische Kunsttraditionen mit einer akademischen Ausbildung. Wie oben beschrieben war er ein erfolgreicher Porträtist und Landschaftsmaler sowie anatomischer Illustrator. Goethe wollte ihn mit der Illustration seiner Italienische Reise betrauen, dieses Vorhaben zerschlug sich aber aus unbekannten Gründen. Sulpiz Boisserée lobte seine Kinderzeichnungen in Pastellfarben. Für den Heidelberger Verleger Joseph Engelmann erstellte er Radierungen für den Bildband Malerische Ansichten des Rheins, der Mosel, des Haardt und Taunusgebürges, der sehr populär wurde. An der Universität unterrichtete er Figuren- und Landschaftszeichnen sowie Nachzeichnen anatomischer Gegenstände. Außerdem hielt er Vorlesungen über Geschichte der Malerei, er gilt als Vorläufer der kunsthistorischen Lehre. Für Roux war die Beherrschung anatomische Zusammenhänge die Grundlage für die Zeichnung des menschlichen Körpers. Er beschäftigte sich auch mit Restaurierungen, z. B. dem Deckenfresko in der Aula der Heidelberger Universität und er untersuchte, zusammen mit einem Kollegen, die chemische Zusammensetzung pompejanische Fresken. Schließlich versuchte er sich an einer Farbenlehre, die aber wie die von Goethe nicht von Bestand war.

## Publikationen
- Die Farben. Ein Versuch über Technik alter und neuer Malerei. Heidelberg 1824. (Digitalisat)
- Die Farben. Beitrag zur Vervollkommnung der Technik in mehreren Zweigen der Malerei. Zweites Heft. Heidelberg 1828. (Digitalisat)
- Die Farben. Entdeckungen aus dem Gebiete physikalischer Farbenlehre, durch Versuche dargethan. Drittes Heft. Heidelberg 1829. (Digitalisat)